# Pezza da piedi

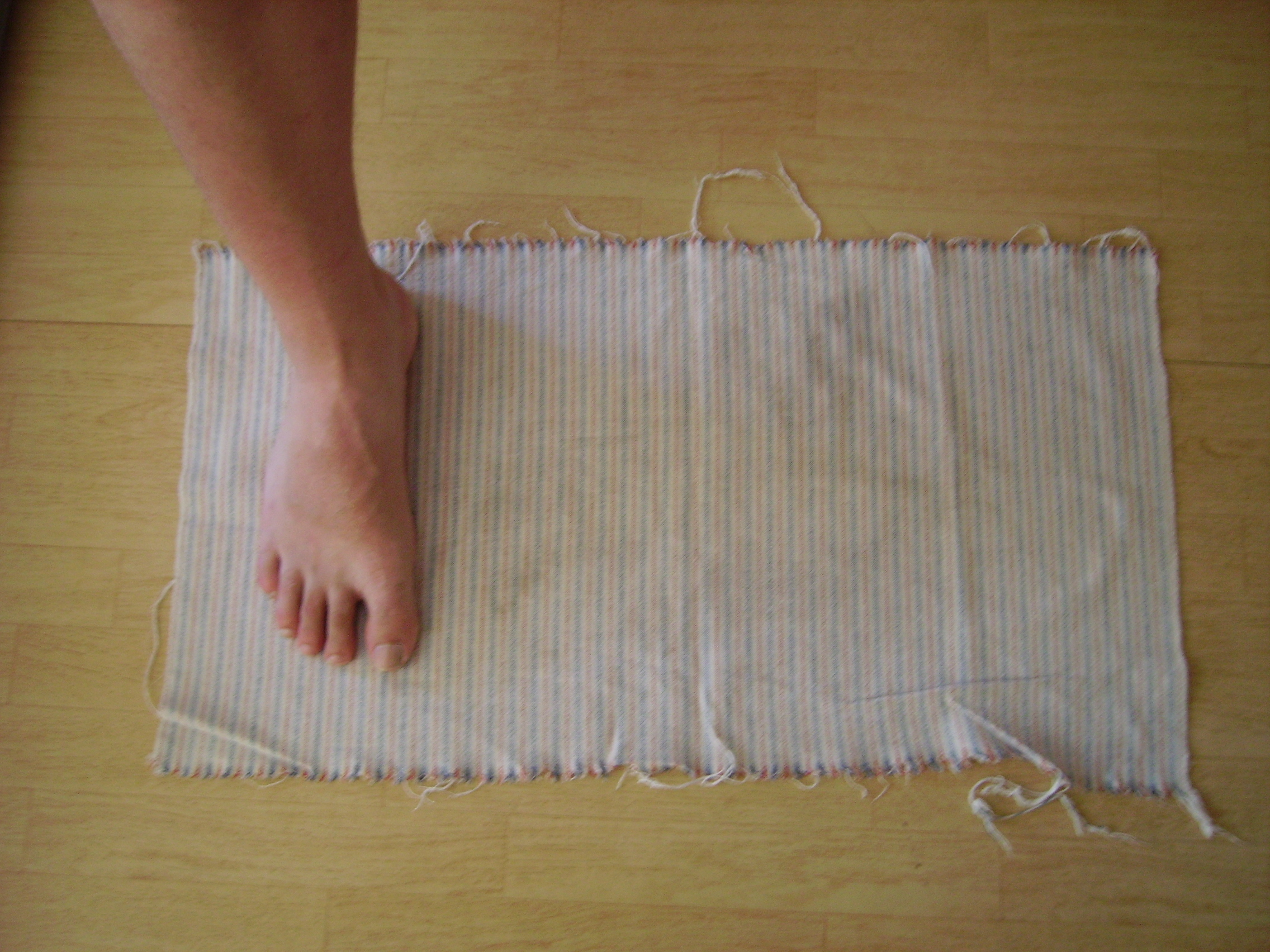
Calzature utilizzate dall'esercito finlandese fino agli anni '90

Le pezze da piedi sono strisce di tessuto rettangolari che venivano indossate avvolte intorno ai piedi per evitare sfregamenti, assorbire il sudore e migliorare l'appoggio. Si indossavano con gli stivali prima della diffusione generale dei calzini. Sono rimaste in uso negli eserciti dell'Europa orientale fino all'inizio del XXI secolo.

## Descrizione

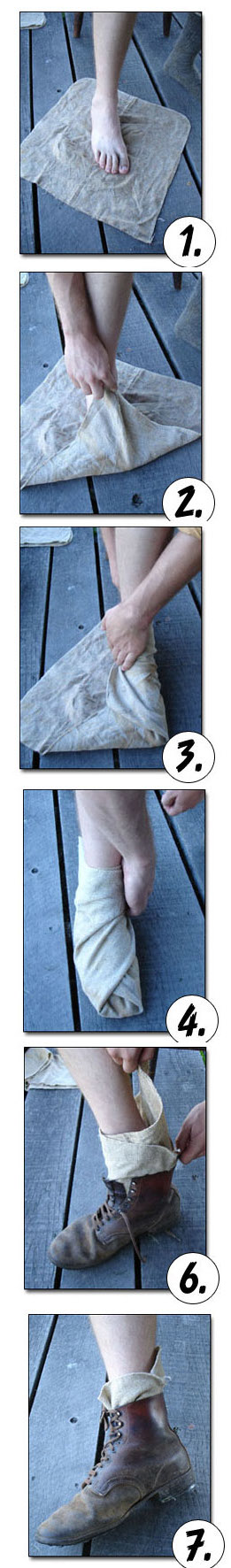
Come indossare le pezze da piedi

Hanno forma quadrata, rettangolare o meno spesso triangolare. Misurano circa 40 cm su ciascun lato se sono di forma quadrata o di circa 75 centimetri (30 in) su ogni lato se di forma triangolare. Se il tessuto è abbastanza sottile può essere piegato per ottenere una forma triangolare da un quadrato o quadrata da un rettangolo. Le pezze da piedi dell'esercito russo erano di flanella per l'inverno e di cotone per l'estate.
Oltre ad essere più economiche e più semplici da realizzare o improvvisare, le pezze da piedi si asciugano più velocemente dei calzini e sono più resistenti all'usura: eventuali buchi possono essere rattoppati riavvolgendo il tessuto in una posizione diversa. Il loro principale inconveniente è che eventuali pieghe negli involucri, che si verificano facilmente durante la marcia, a meno che gli involucri non siano applicati con molta attenzione, possono causare rapidamente vesciche o ferite.
Le pezze da piedi sono note per il cattivo odore che sviluppano quando vengono indossate in condizioni militari, dove i soldati spesso non possono cambiare o asciugare i panni per il tempo necessario. I veterani russi si vantavano scherzosamente del fetore delle loro calzature, riferendosi alle loro scarpe come "armi chimiche" che avrebbero sconfitto qualsiasi nemico non abituato all'odore.

## Uso militare

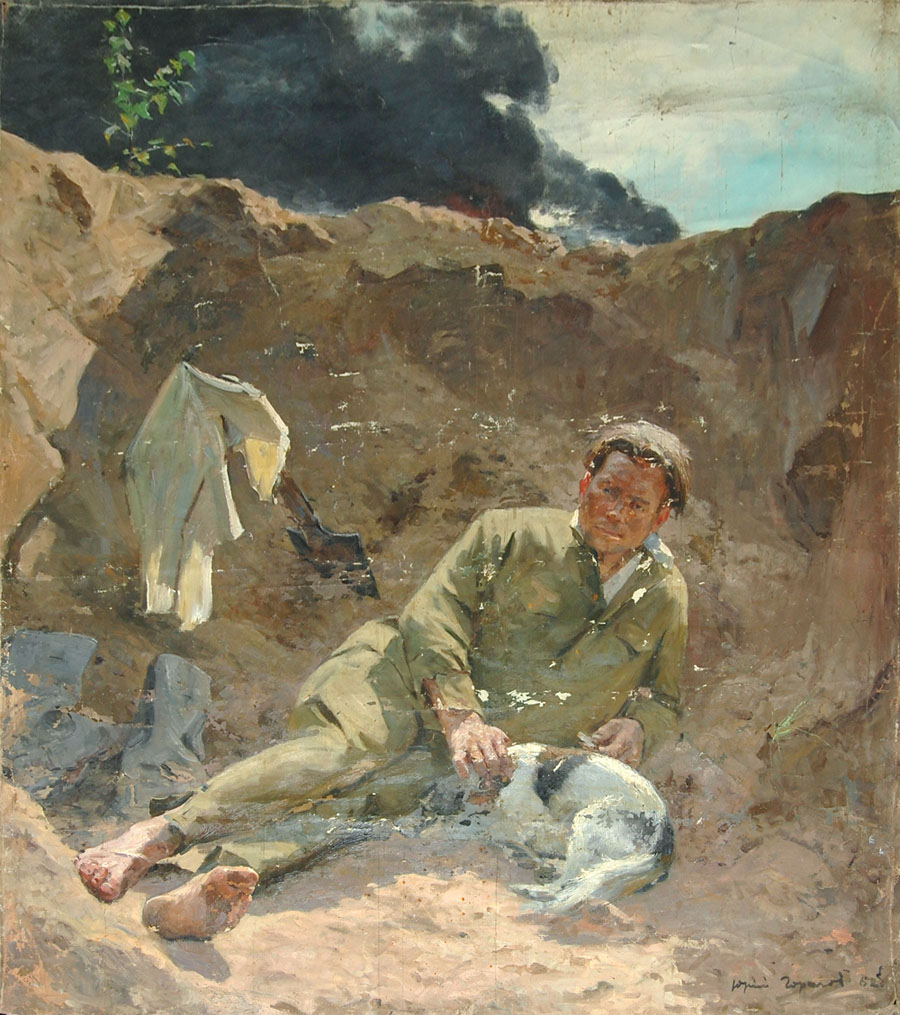
Un soldato sovietico fa asciugare le sue pezze da piedi. 1962 dipinto di YG Gorelov.

Le pezze da piedi sono state adottate dagli eserciti e indossati dai soldati nel corso della storia, spesso molto tempo dopo che i civili li avevano sostituiti con i calzini. Prima del 20º secolo, i calzini o le calze erano articoli di lusso accessibili solo agli ufficiali, mentre nei ranghi più bassi degli eserciti si usavano le pezze da piedi.

### Germania
Il Manuale di igiene militare del 1869 consigliava: «Le pezze da piedi sono appropriate in estate, ma non devono avere cuciture e devono essere indossate con molta attenzione ma è preferibile indossare calzini puliti e morbidi».
La Wehrmacht tedesca usò le pezze da piedi fino alla fine della seconda guerra mondiale. Hanno continuato ad essere indossate dall'esercito popolare nazionale della Germania dell'Est fino al 1968.

### Est Europa
Le forze armate russe e in seguito sovietiche adottarono le pezze da piedi quando Pietro il Grande istituì l'esercito imperiale regolare. Le pezze da piedi rimasero uno standard in molti eserciti degli Stati firmatari del Patto di Varsavia. Gli eserciti bielorusso, ucraino e georgiano le abbandonarono a favore dei calzini negli anni 2000, ma l'affezione all'indumento fece sì che molti soldati continuassero a indossarle. L'esercito ucraino ha tenuto una speciale cerimonia di addio alle pezze da piedi, con i soldati a recitare poesie sul tema.
Nell'esercito russo, le pezze da piedi sono rimaste in uso fino al 2013 nelle missioni che richiedevano l'impiego di stivali pesanti, perché si riteneva calzassero meglio con questi. Per via dell'associazione con l'esercito russo, le pezze da piedi in francese sono chiamate chaussettes russes ("calzini russi").